# Kore de Eutídico
La Kore de Eutídico (también llamada Kore la Malcarada o Kore la Malhumorada) es una estatua griega de tipo kore en mármol de Paros, de la época arcaica, de alrededor del 490 a. C.
La escultura, una ofrenda votiva dedicada a Atenea, fue hallada entre las ruinas de la Acrópolis de Atenas, (Grecia), entre otras korai, que fueron enterradas cuando las tropas persas asaltan Atenas y arrasan los templos de la Acrópolis c. 480 a. C. Su nombre proviene de que lleva en su base la inscripción: «Eutídico, hijo de Taliarco, me dedicó». Fue encontrada en el Perserschutt.
Esta kore marca un importante hito en la escultura griega, rompiendo muchas de las características tradicionales usuales en la época y retornando a un estilo más sencillo. Forma parte de la transición de lo arcaico al temprano clásico o primer período clásico, conocida como estilo severo, donde, en primer lugar, falta la sonrisa arcaica, por eso el sobrenombre popular de «la Malcarada».
Sus rasgos faciales son vivos y reales dentro de su sencillez, lo mismo que el tratamiento del cabello, que está muy trabajado y realista, sobre todo en la zona del cuello y el escote. Las proporciones son armoniosas e idealizadas. Viste un quitón transparente también simplificado.
Algunos estudiosos piensan que su autor fue el mismo que esculpió el denominado Efebo Rubio, también encontrado en la Acrópolis de Atenas.

## Descripción

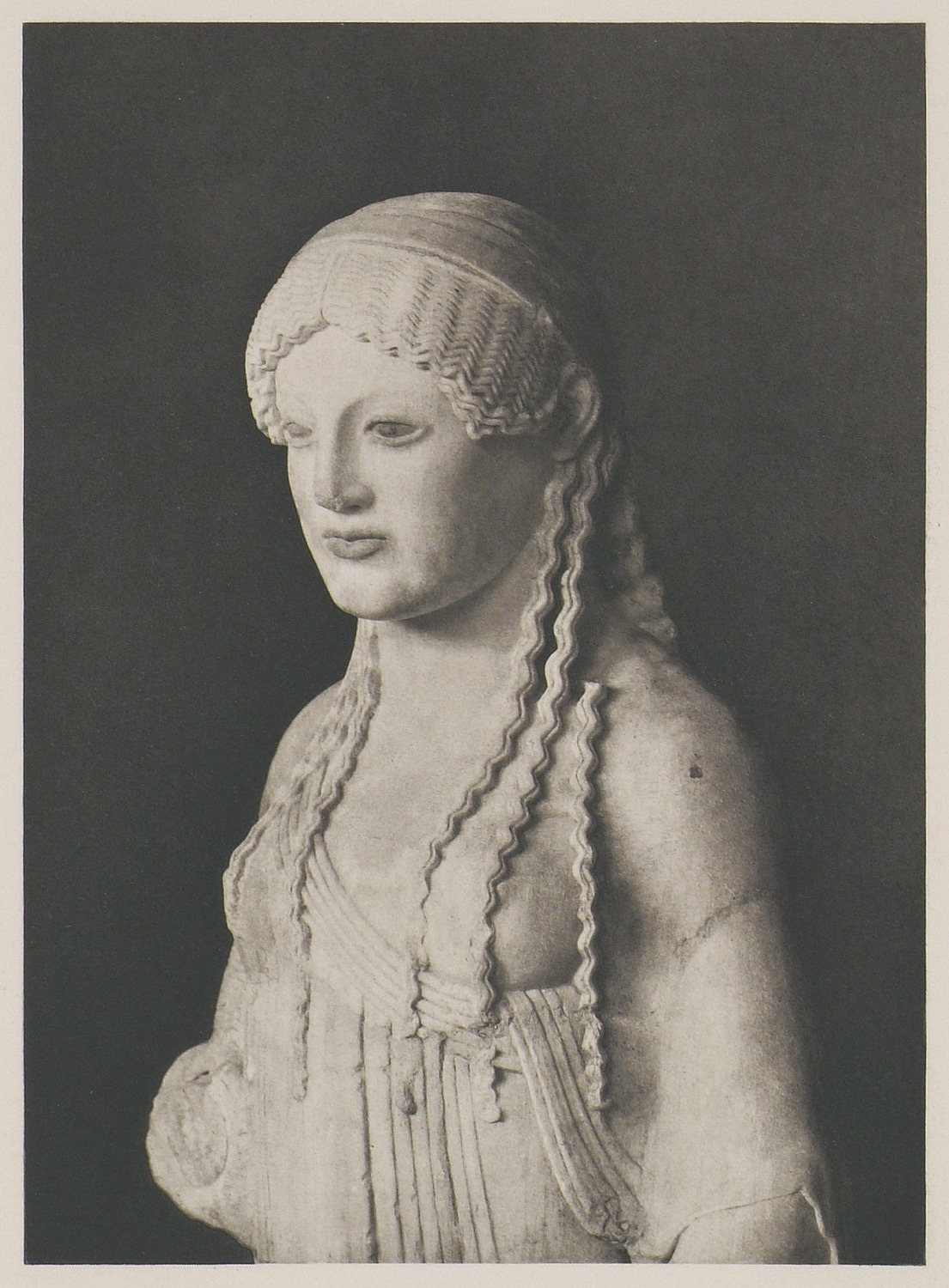
Kore de Eutídico fotografiada en 1919 por Frédéric Boissonnas.

La estatua se conserva dividida en dos partes; la parte superior del torso y la cabeza y la parte inferior de las piernas, los pies y la base, faltando el centro. La estatua completa habría medido 1,28 m. La parte superior fue encontrada en 1882 al este del Partenón y la parte inferior en 1886-1887 cerca del Erecteo. La conexión entre estas dos piezas fue hecha por Winter. La figura está de pie con la pierna izquierda adelantada («casi como un kuros» ). Su antebrazo derecho, ahora desaparecido, habría estado levantado. Viste un quitón y un corto himatión jónico que le cubre el hombro derecho. El himatión se decoró con bandas con figuras que Winter describe como dos carros de cuatro caballos. También lleva una tenia enrollada dos veces alrededor de la cabeza. Los ojos están esculpidos con sus párpados, con las carúnculas lacrimales y el canthus indicado. Los labios están completos, con las comisuras hacia abajo y sin sonrisa arcaica. En las orejas están presentes tanto el trago como el antitrago. La garganta y la clavícula están ligeramente indicadas. Los metatarsos están representados en los pies desnudos de la escultura.
Estilísticamente la estatua marca la transición del estilo arcaico tardío al estilo severo. Descrita por Jeffry Hurwit como una estatua de principios de la época clásica con vestimenta arcaica, Kore de Eutídico exhibe un sentido del volumen y una estructura bajo el drapeado que era novedoso.
Dado que ella es quizás la última de la serie de kore de la Acrópolis de Atenas y representa el comienzo del nuevo estilo, la datación de la estatua es de cierta importancia. Como se ha dicho, el busto fue hallado en una zanja excavada al este del Partenón por Evstratiadis en 1882, aunque la estratigrafía de la zanja había sido comprometida, la capa en la que se encontró la kore fue empleada para ser el Perserschutt. Sin embargo, como Andrew Stewart argumenta, esta capa puede ser un relleno cimoniano o pericleano contra la pared sur. Además, Stewart sostiene que la supuesta quemadura observada en la Kore de Eutídico es de hecho una coloración, todavía conserva trazas de la policromía, que la kore puede ser agrupada con el arcaizante Relieve del Cerdo y que la kore es del mismo escultor que el Efebo Rubio. También señala que la kore no está mutilada en la cara, lo que sugiere que no fue vandalizada por los persas. Esto implica que la datación de la kore puede situarse más tarde en la década de 470 a. C. y que el Estilo Severo se desarrolló después de la guerra contra Persia y quizás como consecuencia de ella.

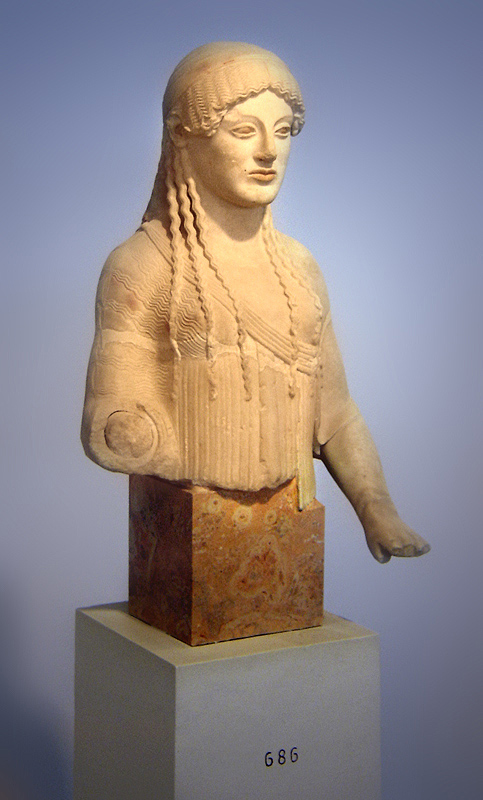
Parte superior de la Kore.
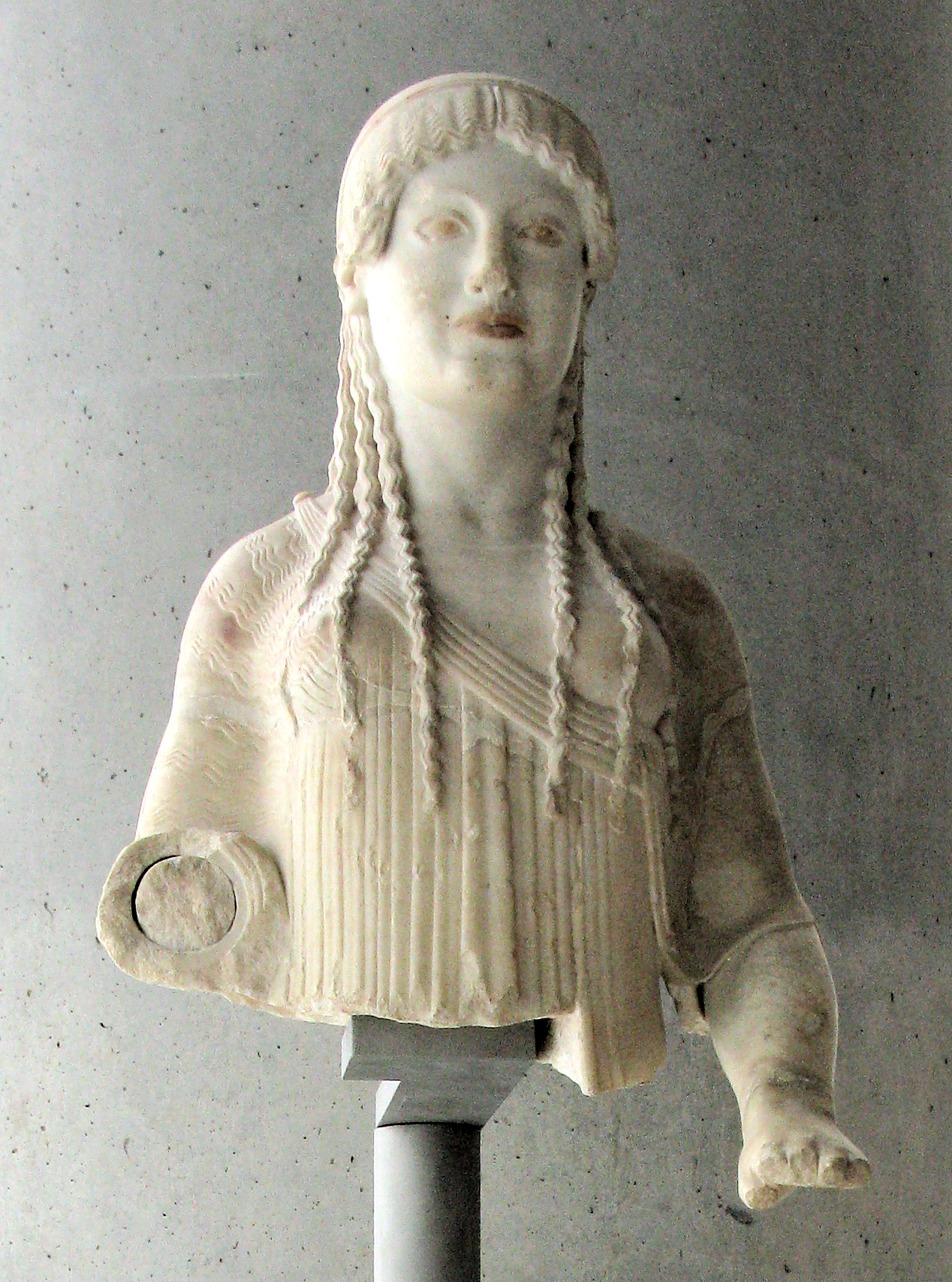
Torso.
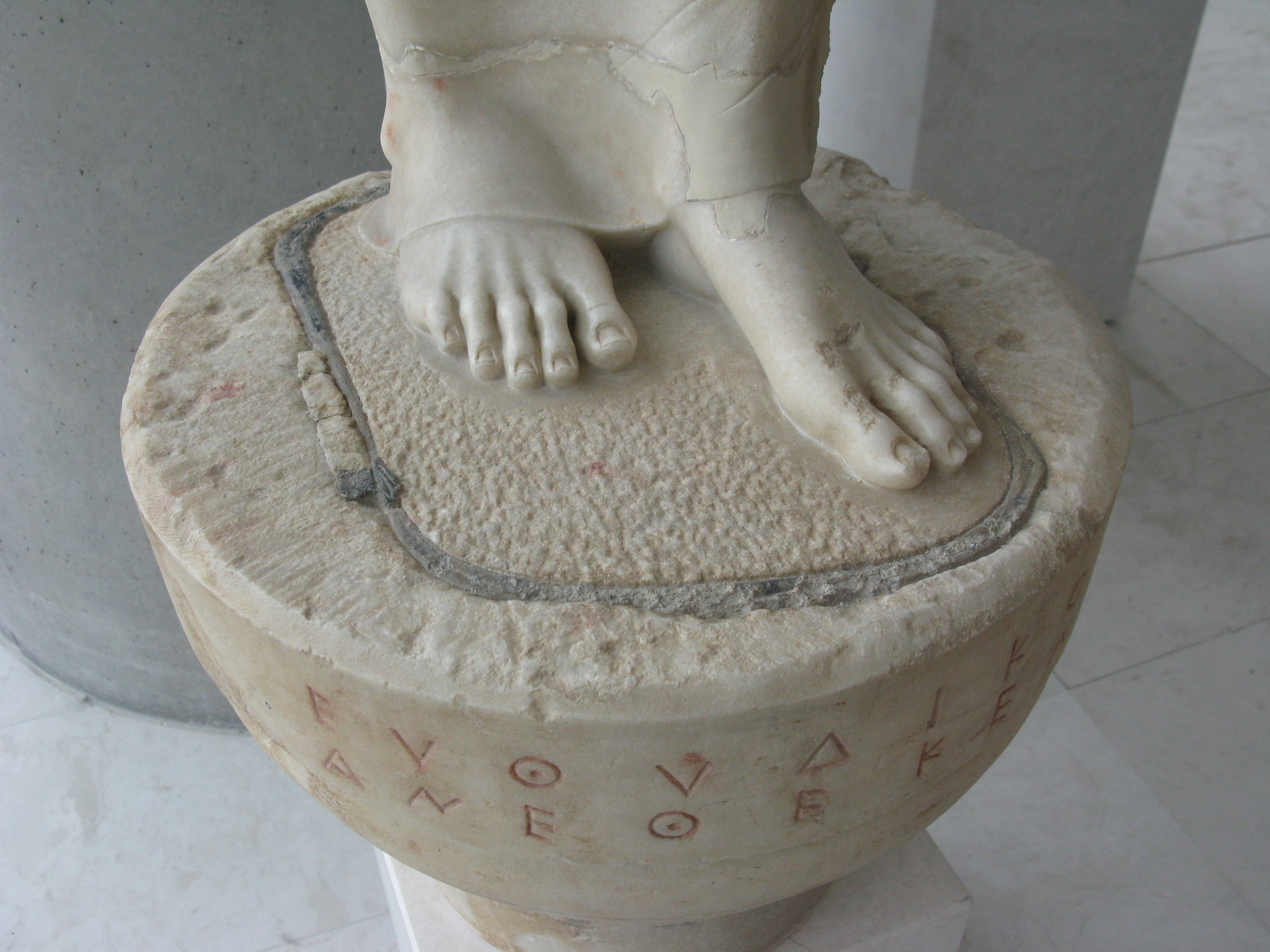
Base con inscripción.